# 千宝菜
千宝菜（せんぽうさい）はキリンビールとトキタ種苗が共同開発した野菜。胚培養の技術を用いて開発されたものである。
キャベツの甘味とコマツナの柔らかさを備えている野菜として好評である。

## 概要
コマツナは夏場に弱く軟腐病に罹りやすいという欠点がある。一方でキャベツは軟腐病には強く、どちらもアブラナ科アブラナ属の植物とあって、この2種を掛け合わせる試みは長らく行われていた。しかし、種が異なりすぎることから、交配させて胚を作るところまではできるが、それ以上に育てることはできなかった。そこで、子房を切開して取り出した胚を培養したところ、順調に植物体へと成長した。
トキタ種苗は1986年8月に千宝菜の種を発売するが、たちまちに売り切れ、翌1987年には前年比10倍の増産を計画した。日本におけるバイオテクノロジーを利用したビジネスの例として挙げられる。